# Brachypodium apollinaris
Brachypodium apollinaris là một loài thực vật có hoa trong họ Hòa thảo. Loài này được Sennen mô tả khoa học đầu tiên năm 1931.